# Ptychella ochracea
Ptychella là một chi nấm trong họ Bolbitiaceae. Đây là chi đơn loài, chứa một loài Ptychella ochracea.